# Beker van Mali
De Beker van Mali is het Malinese voetbalbekertoernooi en werd opgericht in 1961. Zoals de meeste bekercompetities wordt volgens het knock-outsysteem gespeeld.
Net als in de competitie om het landskampioenschap overheersen drie clubs het bekertoernooi; van de 53 titels gingen er negentien naar Djoliba AC, zeventien naar Stade Malien en tien naar AS Real Bamako. De overige zeven gingen naar Cercle Olympique de Bamako (3), AS Sigui Kayès, USFAS Bamako, AS Bamako en US Bougouni.

## Finales
| Jaar | Winnaar        | Uitslag  | Finalist                   |
| ---- | -------------- | -------- | -------------------------- |
| 1961 | Stade Malien   | 3-3, 2-1 | Djoliba AC                 |
| 1962 | AS Real Bamako | 7-1      | Sonni AC (Gao)             |
| 1963 | Stade Malien   | 6-3      | Avenir Ségou               |
| 1964 | AS Real Bamako | 4-3      | Djoliba AC                 |
| 1965 | Djoliba AC     | 5-1      | Kayésienne                 |
| 1966 | AS Real Bamako | 0-0, 2-0 | Avenir Ségou               |
| 1967 | AS Real Bamako | 4-1      | US Sevaré                  |
| 1968 | AS Real Bamako | 1-0      | Stade Malien               |
| 1969 | AS Real Bamako | 8-2      | Africa Sports Gao          |
| 1970 | Stade Malien   | 10-0     | Kayésienne                 |
| 1971 | Djoliba AC     | 4-0      | JS Ségou                   |
| 1972 | Stade Malien   | 5-1      | Avenir Ségou               |
| 1973 | Djoliba AC     | 1-1, 1-0 | AS Real Bamako             |
| 1974 | Djoliba AC     | 2-0      | Cercle Olympique de Bamako |
| 1975 | Djoliba AC     | 1-1, 1-0 | Stade Malien               |
| 1976 | Djoliba AC     | 0-0, 3-0 | Avenir Ségou               |
| 1977 | Djoliba AC     | 6-1      | Tibo Club Mopti            |
| 1978 | Djoliba AC     | 1-1, 2-1 | AS Real Bamako             |
| 1979 | Djoliba AC     | 3-1      | Stade Malien               |
| 1980 | AS Real Bamako | 1-0      | Djoliba AC                 |
| 1981 | Djoliba AC     | 1-0      | AS Real Bamako             |
| 1982 | Stade Malien   | 4-2      | AS Biton Ségou             |
| 1983 | Djoliba AC     | 1-0      | Stade Malien               |
| 1984 | Stade Malien   | 3-1      | Djoliba AC                 |
| 1985 | Stade Malien   | 4-2      | Djoliba AC                 |
| 1986 | Stade Malien   | 1-1, 2-1 | Djoliba AC                 |
| 1987 | AS Sigui Kayès | 2-1      | AS Real Bamako             |

| Jaar | Winnaar                    | Uitslag      | Finalist                     |
| ---- | -------------------------- | ------------ | ---------------------------- |
| 1988 | Stade Malien               | 3-1          | Djoliba AC                   |
| 1989 | AS Real Bamako             | 2-0          | Djoliba AC                   |
| 1990 | Stade Malien               | 1-0          | Djoliba AC                   |
| 1991 | AS Real Bamako             | 2-1          | AS Mandé Bamako              |
| 1992 | Stade Malien               | 1-1, 1-0     | AS Real Bamako               |
| 1993 | Djoliba AC                 | 4-0          | USFAS Bamako                 |
| 1994 | Stade Malien               | 2-0 nv       | AS Nianan Koulikoro          |
| 1995 | USFAS Bamako               | 2-0          | Stade Malien                 |
| 1996 | Djoliba AC                 | 2-1          | AS Real Bamako               |
| 1997 | Stade Malien               | 2-1          | AS Real Bamako               |
| 1998 | Djoliba AC                 | 1-0 nv       | Stade Malien                 |
| 1999 | Stade Malien               | 1-0          | AS Nianan Koulikoro          |
| 2000 | Cercle Olympique de Bamako | 1-0          | Stade Malien                 |
| 2001 | Stade Malien               | 5-0          | Mamahira AC Kati             |
| 2002 | Cercle Olympique de Bamako | 2-1          | Stade Malien                 |
| 2003 | Djoliba AC                 | 2-1 nv       | AS Tata National (Sikasso)   |
| 2004 | Djoliba AC                 | 2-0          | AS Nianan Koulikoro          |
| 2005 | AS Bamako                  | 1-1 ns (5-4) | Djoliba AC                   |
| 2006 | Stade Malien               | 2-1          | AS Bamako                    |
| 2007 | Djoliba AC                 | 2-0          | AS Bakaridjan de Barouéli    |
| 2008 | Djoliba AC                 | 2-0          | Cercle Olympique de Bamako   |
| 2009 | Djoliba AC                 | 1-0          | Stade Malien                 |
| 2010 | AS Real Bamako             | 1-0          | JS Centre Salif Keita        |
| 2011 | Cercle Olympique de Bamako | 2-1 nv       | Stade Malien                 |
| 2012 | US Bougouni                | 2-1          | AS Onze Créateurs de Niaréla |
| 2013 | Stade Malien               | 1-0          | Djoliba AC                   |

Algerije ·
Angola ·
Benin ·
Botswana ·
Burkina Faso ·
Burundi ·
Centraal-Afrikaanse Republiek ·
Comoren ·
Congo-Brazzaville ·
Congo-Kinshasa ·
Djibouti ·
Egypte ·
Equatoriaal-Guinea ·
Ethiopië ·
Gabon ·
Gambia ·
Ghana ·
Guinee ·
Guinee-Bissau ·
Ivoorkust ·
Kameroen ·
Kenia ·
Lesotho ·
Liberia ·
Libië ·
Madagaskar ·
Mali ·
Marokko ·
Mauritanië ·
Mauritius ·
Mozambique ·
Namibië ·
Niger ·
Nigeria ·
Oeganda ·
Réunion ·
Rwanda ·
Sao Tomé en Principe ·
Senegal ·
Seychellen ·
Sierra Leone ·
Soedan ·
Somalië ·
Swaziland ·
Tanzania ·
Togo ·
Tsjaad ·
Tunesië ·
Zambia ·
Zimbabwe ·
Zuid-Afrika